# Maulévrier-Sainte-Gertrude
Maulévrier-Sainte-Gertrude är en kommun i departementet Seine-Maritime i regionen Normandie i norra Frankrike. Kommunen ligger i kantonen Caudebec-en-Caux som tillhör arrondissementet Rouen. År 2022 hade Maulévrier-Sainte-Gertrude 1 052 invånare.

## Befolkningsutveckling
Antalet invånare i kommunen Maulévrier-Sainte-Gertrude
| Referens: INSEE |